# Słowikowie herbu Lis
Słowikowie herbu Lis – polski ród szlachecki, wywodzący się ze średniowiecznego rycerstwa.
Zachowane do dziś wzmianki o rodzie to:
- 1484 rok – Konrad X Biały Młodszy książę oleśnicki, ogłosił przywilej na mocy którego nadał Jędrzychowi Słowikowi i Jerzemu Słowikowi, pieczętującym się herbem Lis liczne dobra (m.in. wieś Miłocice pod Bierutowem)  po zmarłych bezpotomnie rycerzach Jędrzychu i Jerzym Thadirach.
- 1530 rok – Wykaz Rycerstwa Oleśnickiego Paula Pfotenhauera podaje, iż wieś Miłocice znajduje się we władaniu dwóch rycerzy, rezydujących w dwóch odrębnych dworach:  Pawła Słowika herbu Lis i Benesza Michelsdorffa herbu Świnka.

W pierwszej połowie XVI wieku ród Słowików, nabył od rodu Januszowskich wieś Siegród. Od tej pory nabywca dóbr Kaspar Słowik herbu Lis, używał zamiennie również nazwiska Caspar z Sigrodu i Sławikowa, lub niemieckiego odpowiednika nazwiska Caspar von Siegroth und Schlawickau.

## Publikacje
- https://web.archive.org/web/20081227014834/http://www.naszaparafia.pl/g/g5/28-34_Jerzy%20Burchardt_Ewangelicka%20Szlachta....pdf